# 魔術
魔術（まじゅつ）は、超科学的かつ仮定上の神秘的な作用を介して不思議のわざを為す営みを概括する用語である。魔法（まほう）とも。
人類学や宗教学の用語では呪術という。魔術の語は手品（奇術）を指すこともある。

## 訳語としての「呪術・魔術・魔法」と文脈に応じたその用法
英語の magic は「魔法」、「魔術」、「呪術」と翻訳される。近代日本において、訳語を創出する必要があった「文化」などの概念と異なり、magic は従来の日本語の語彙で対応しうる言葉であった。魔法は古くからある日本語であり、幕末に刊行された『和英語林集成』初版（慶応3年（1867年））の英和の部では magic に「魔法」・「飯綱」・「妖術」が当てられ、同じく和英の部では「魔法」や「魔術」に magic arts, sorcery 等が当てられた。 
宗教人類学の分野では、この訳語として呪術が定着している。一方、思想史や西洋史の文脈では魔術の語が用いられることが多い。魔術は西洋神秘思想の一分野の呼称としても用いられる。

## 呪術研究

### 理論と学説
- フレイザーの理論

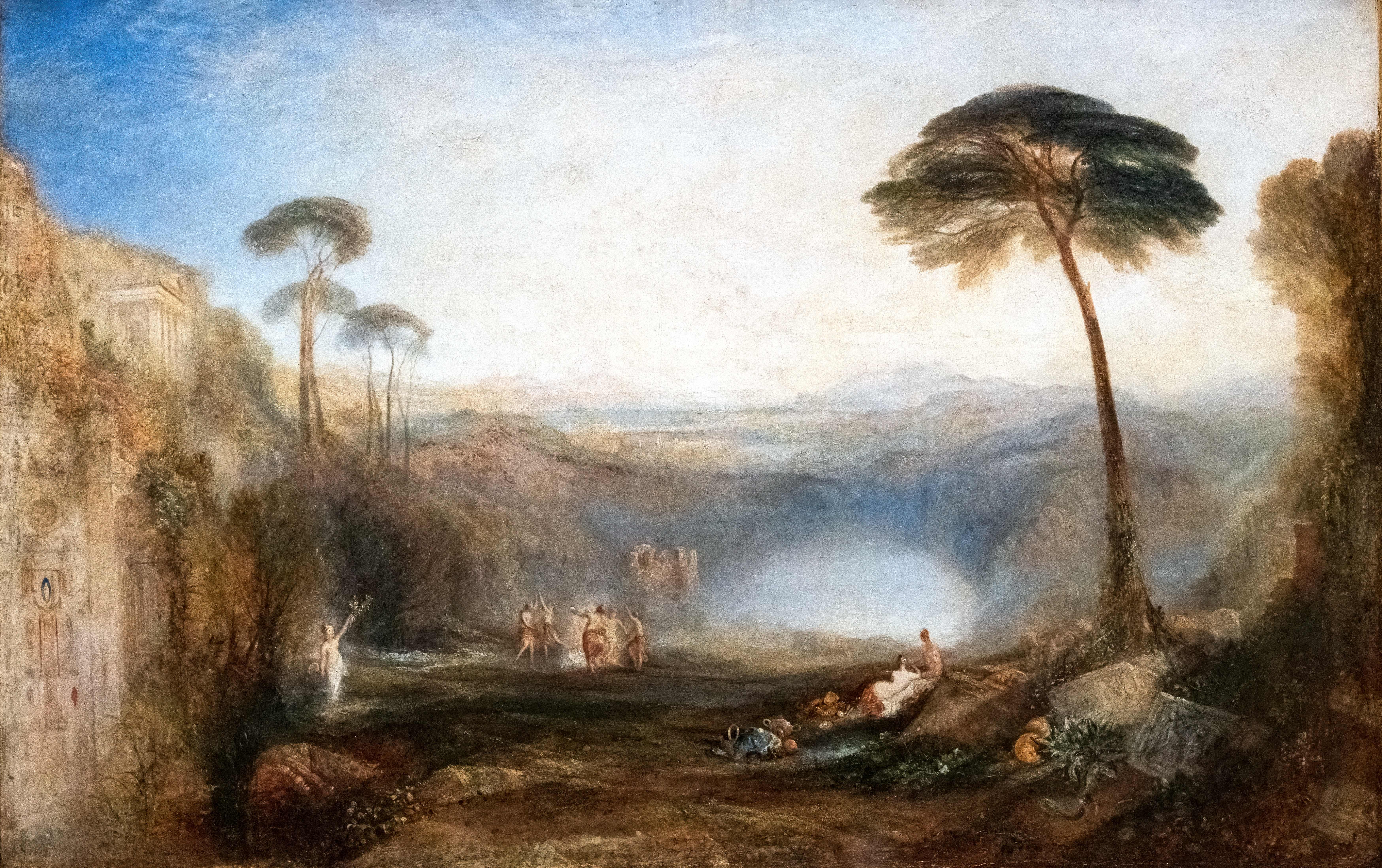
『金枝』（J.M.W. Turner）、アイネイアス神話の一場面。『金枝篇』の口絵として用いられた。

人類学者ジェームズ・フレイザーは、『金枝篇』において、文化進化主義の観点から、呪術と宗教を切り分け、呪術には行為と結果の因果関係や観念の合理的体系が存在し、呪術を宗教ではなく科学の前段階として捉えた。しばしば依存的態度が強い宗教に対し、因果律に基づく操作的な態度をもつ点を差異として捉える。
フレイザーは、呪術を「類感呪術（または模倣呪術）」と「感染呪術」に大別した。
類感呪術（模倣呪術、英: imitative magic）
類似の原理に基づく呪術である。求める結果を模倣する行為により目的を達成しようとする呪術などがこれに含まれる。雨乞いのために水をまいたり、太鼓を叩くなどして、自然現象を模倣する形式をとる。
感染呪術（英: contagious magic）
接触の原理に基づく呪術である。狩の獲物の足跡に槍を突き刺すと、その影響が獲物に及んで逃げ足が鈍るとするような行為や、日本での藁人形に釘を打ち込む呪術などがこれに含まれる。感染呪術には、類感呪術を含んだものも存在するとフレイザーは述べている。呪術を行使したい対象が接触していた物や、爪・髪の毛など身体の一部だった物に対し、類感呪術を施すような場合などである。
フレイザーは進化主義的な解釈を行い、宗教は劣った呪術から進歩したものであるという解釈を行った。一方、エミール・デュルケームはこれを批判的に継承し、本来集団的な現象である宗教的現象が個人において現れる場合、呪術という形で現れることを指摘した。さらにマリノフスキーは、機能主義的な立場から呪術や宗教が安心感をもたらしているいうことを指摘し、また動機をもった操作的な態度から人に禍をもたらそうとする呪術を「黒呪術 black magic」といい、雨乞いや病気回復など公共の利益をもたらそうとする呪術を「白呪術white magic」とした。しかし超自然的なものである呪術だとしても、意図的なものと非意図的なものがあるとして、エヴァンズ＝プリチャードは前者を邪術、後者を妖術として区別する必要性を主張した。
- ビーティ（J.Beattie）は、呪術を象徴的な願望の表現とした。
- レヴィ＝ストロースによる指摘

クロード・レヴィ＝ストロースは、思考様式の比較という観点から、呪術をひとつの思考様式としてみなした。科学のような学術的・明確な概念によって対象を分析するような思考方式に対して、そのような条件が揃っていない環境では、思考する人は、とりあえず知っている記号・言葉・シンボルを組み立ててゆき、ものごとの理解を探るものであり、そのように探らざるを得ない、とした。そして、仮に前者（科学的な思考）を「栽培種の思考」と呼ぶとすれば、後者は「野生の思考」と呼ぶことができる、とした。
「野生の思考」は、素人が「あり合わせの材料でする工作」（ブリコラージュ）のようなものであり、このような思考方式は、いわゆる"未開社会"だけに見られるものでもなく、現代の先進国でも日常的にはそのような思考方法を採っていることを指摘し、それまでの自文化中心主義的な説明を根底から批判した。

### 邪術と妖術
エヴァンズ・プリチャードによる南スーダンのアザンデ族の研究以来、社会人類学では邪術 (sorcery) と妖術 (witchcraft) とを区別するようになった。
邪術は、英語の sorcery に対応する日本語の文化人類学用語であり、呪術信仰において超自然的な作用を有すると信じられる呪文や所作、何らかの物を用いて意図的に他者に危害を加えようとする技術を指す。ただし、防衛のために行われる呪術を邪術に含める場合もあるので、邪な意図によるものばかりではない。
妖術とは、学問的には、文化人類学で定義されるウィッチクラフト(witchcraft)のこと。エヴァンズ・プリチャードは、アフリカのアザンデ人の研究において、ザンデ語において「人間が意図していなくても危害を加えてしまう力」として使われているマングの訳語としてwitchcraftという造語を用い、日本ではその訳語として妖術が定着した。

### 調査研究
呪術では、何らかの経験則に沿って呪術の様式が体系化されており、これが民族間の交流で他文化に影響を与えることも多い。これらの民俗学的調査により、民族間の交流や移動の経路などが判明することもある。また考古学的な観点からは、過去の遺物より呪術の様式を解明し、当時の文化や交易の経路を追跡して調査することも行われている。

## 世界の呪術文化

### 呪術道具
呪術には特定の呪術道具があり、狩猟具や漁具を使用する場合もある。ギリシア文明や日本、東南アジアなどでは弓矢が神や神の力が宿る神聖なものと考えられ、呪術の道具として使用された。狩猟民族の社会において弓矢は世界的に普遍的な、呪術の道具であったと考えられている。これは、弓矢が敵対する社会集団との戦いに用いられたことも大きく起因する。
日本においては漁具の釣針や銛、弓矢の矢も「サチ」とよばれるマナであるとされ、サツヤ(獲矢と書かれる)とよばれて信仰され、後、銃による狩猟が出て後も、獲物に当たった弾丸を鋳直（）して持つ「シャチダマ」という習慣があった。

### 呪術と医療
呪術が医療として機能していたことは民間医療などにもその痕跡がみられる。温泉（冷泉）治療なども経験的な医療効果が信じられヨーロッパや日本などでも利用され、特定の信仰と結びつき呪術的要素を持っているものもある。特に日本においては、「詣で」と宿場と温泉地が結びつき、湯治はもちろん宿泊や入湯も禊や払いであった。沖縄には蕁麻疹、かさ（皮膚病）、魚骨が喉にささった時、ハブ除け、悪霊が付いた時、くしゃみの時の呪術があった。くしゃみをすると霊魂が外に出るという考えがあった。
アフリカの一部の国では、毒（植物に限らない）の生成と薬草の使用は生活の上で重要な位置を占め、それに伴いその知識を独占的に持つシャーマンが存在する。シャーマンは現在、呪術医として分業するものも多い。彼らが"呪術"に使用する薬草を科学的に分析してみたところ、薬理効果があることが実証されているという事例もあり、その知識と薬草の提供に対し契約している製薬会社も存在する。
古代エジプトの神ヘカは、魔術と医学の神格化した神であり、古代エジプト語でヘカは魔術を意味する。
東洋医学における漢方薬、灸、針なども近代科学とは別の由来を持つという意味では同様の事例である。東洋医学においては歴史的に蓄積されてきた薬草の知識や陰陽五行などの思想体系が背景にある。
また、心理学的な作用が結果として効果を発揮していると見られるケースや、行為者が意識的に心理効果を狙っているケースもある。暗示や催眠によるものなどである。このような心理効果の活用例には「プラセボ」と呼ばれる薬を用いた治療方法が挙げられる。

### 占いと祈祷

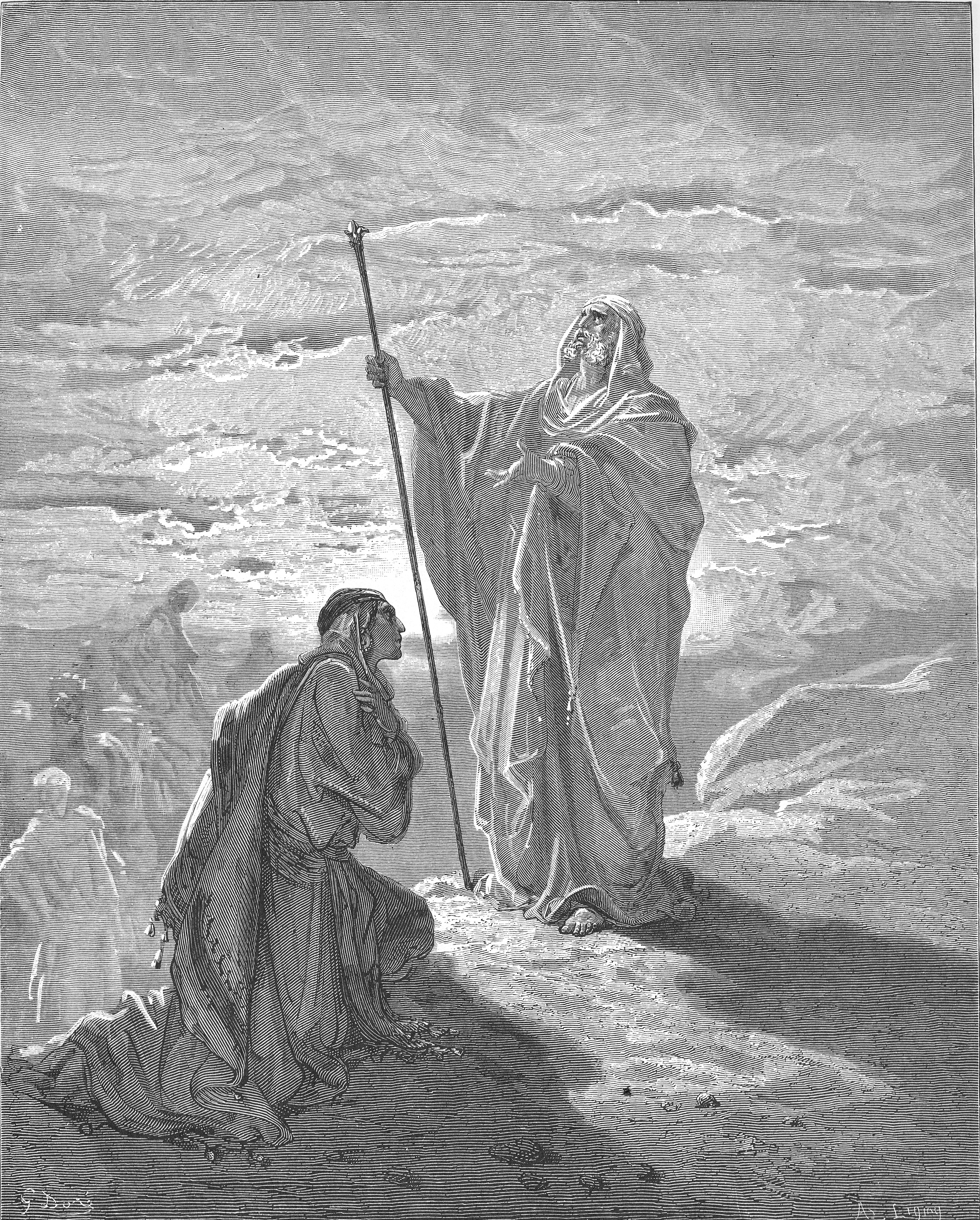
預言者サムエル（右）

占術は基本的に神霊が祈祷師に憑依し、神託としての予言や預言や啓示、託宣を垂れることをいい、これは、ユダヤ教やキリスト教やイスラム教などでも同様に観察される。ヘブライ語で預言を垂れる、という意味のヒッティーフは、元「（涎を）垂らす」の意であり、『サムエル記』では忘我状態で神の言葉を述べる聖者を指して使われるが、日本の神社神道も巫（かんなぎ）といわれる神主や巫女が、神の憑依体（依り代）となって神の御言を述べる。同様に神託を伝える儀式として亀甲占いや年始の神事、その簡易としての「おみくじ」等の占いがある。なお柳田國男は、年始に行う花札や百人一首のようなカードゲームを、「占術の零落した物」とする。同様にサムエル記上14章41節では、預言者サウルが胸ポケットに入れたウリムとトンミムと呼ばれる物を無作為に取り出して、神意を問うシーンがある。結局は原始宗教、宗教または、それによって律せられる土着の習俗において、神霊を信じ、その神霊に祈る（祈祷）ことで神頼みをし、その啓示を人生の指針として身をゆだねるというのは、占いと変わらないともいえる。このように現在の宗教の多くは原始宗教からの「機会」を神の啓示とする呪術的要素を備え継承している。
ネパールでは今もバイデヤと呼ばれる呪医によって病気を治すプジャ(礼拝)や、日本の狐憑きのような悪魔を追い払うダミ、逆に悪霊をのせることで病気を治すボクシーと呼ばれる祈祷師が存在する。

### 呪術と社会
その発祥の原因として、集団としての人々の暮らしの中で、諍いや一年をどう過ごすかまたは、どうなるのかといった社会や個人の不満や不安であり、その緩衝としてシャーマンが存在する。具体的には社寺が地域社会の中心であったように、現在のヨーロッパの集落のほとんどが、教会を中心とした街づくりになっており、これは呪術を行うシャーマンが集落の中心にあった名残と考えられる。
個人間や家族間の諍（）いとして処罰や依頼によりのろい（呪い）をかけたとしても実害はなく心理的な抑制効果でしかなく、また成人の通過儀礼などの呪術も子供から大人への決意を促す効果をもたらすものである。このように呪術は、裁判制度や法がない時代や地域の人治としての権威であり脅威としての力であったと考えられる。また個人の不安や不幸を取り除く、静めることも集団社会には必要であり、そのままにすれば、妬みや嫉みなど、反社会行為に発展しかねない、実際には効果がなくとも、祓いを行い不安を取り除けば、相互扶助の関係の中で、不利益より益になると考えられる。
狩りや漁りや農耕の願いは豊饒であり、その土地が豊かになって実りの多いことが、その社会集団の願いである。それに対し集団の社会不安とならないようにするための、指針の提示が必要になり、それがその集団においての祈祷による祈願祈念になり、占いによる大概が1年の禍福の予想をしていたと思われる。このことはどの世界でも呪術の延長である年単位の中での時節や季節による行事の繰り返しから見て取れる。

### 呪術と地域文化
- 沖縄地方では、魔除けとまじないは盛んであり、フーフダ（符札、まじないを書いた木札や紙札をはる）、ハブよけのまじない、悪霊がついた時のまじないなどが行われている。例えば、沖縄ではくしゃみをすると魂が出てしまうと考えられており、それを取り戻すためのまじないがある。また、白くて固い物には魔除けの力があると信じられており、シャコガイ、スイジガイ、珊瑚や塩などを置いて魔を遠ざけようとする。石敢当、シーサーなども魔除けである[20]。
- 香港では、現在も「打小人」（ダーシウヤン）と呼ばれる、紙で作った人型を靴で叩いて行う黒呪術を代行することによって、報酬を得ている人たちがいる。
- 古くから中国人、華僑、華人を中心に信奉され、日本にも古くから伝わる陰陽五行思想としての「風水」においても、占い・呪術的な思考様式と精緻な理論的な思考様式とが混在している。
- イスラム教では人間が超自然的な力を持つと主張したり信じることはアラーへの冒涜であるとされており、サウジアラビアでは勧善懲悪委員会魔法部が取り締まり（魔女狩り）を行っている。

これらは地域の文化や思想と密接に結びついており、場合によってはタブーのような行為にも関連する。タブーを敢えて犯すことで災いを発生させられるという思想や、あるいはタブーによる祟りを呪い（まじない）の効果で無効化しようとする行為が挙げられる。

## 西洋史における魔術

### 古典古代から初期中世

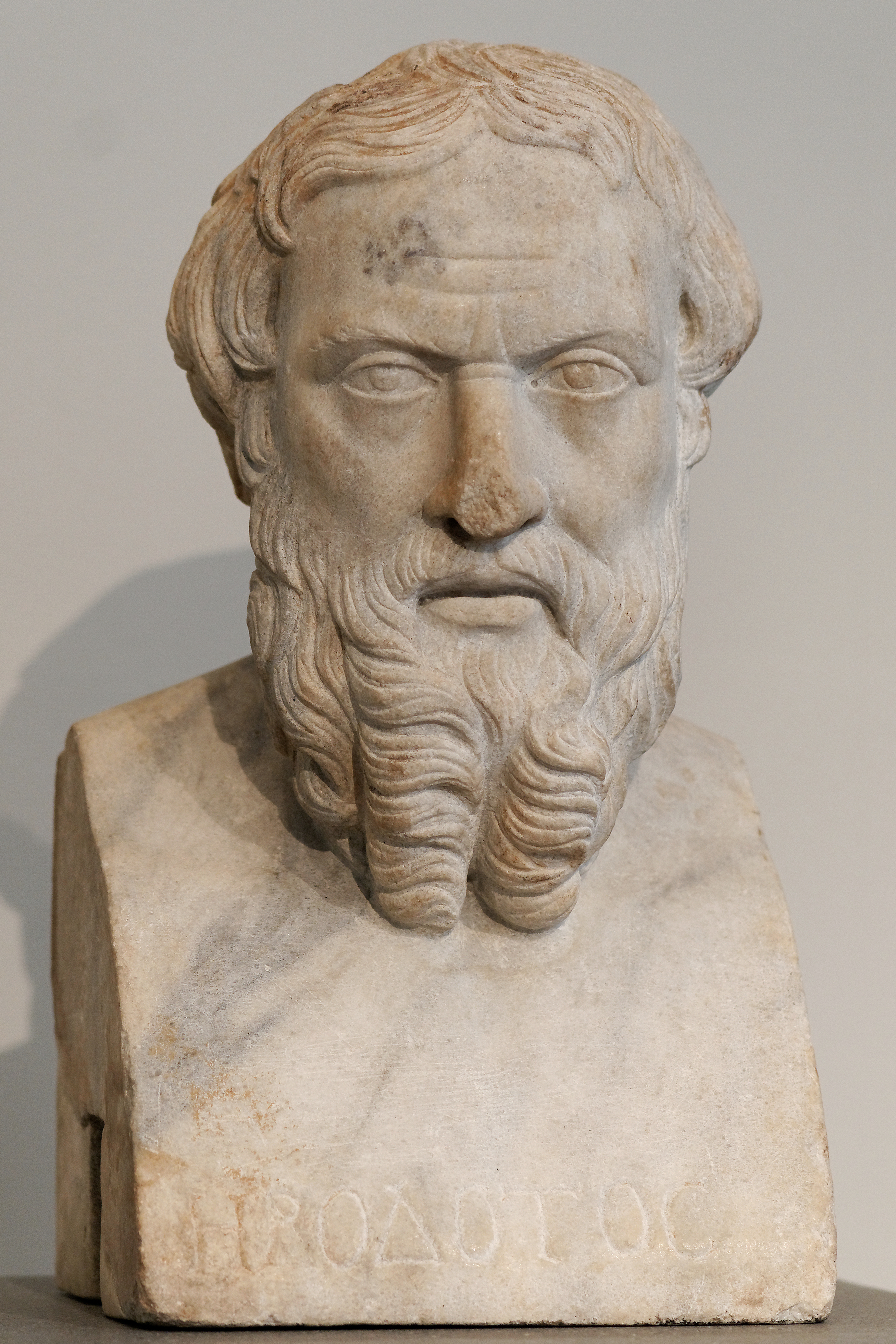
ヘロドトス

古代ギリシアの魔術を示す語にはマゲイア、ゴエーテイア、ファルマケイアが挙げられる。マゲイアはペルシアの神官階級の呼称とされるマゴスより派生した。ヘロドトスによればマゴイ（マゴスの複数形）はメディア王国の一支族名であるが、後に神託や占星術を司る知者と見なされるようになった。マゲイアはマゴイの神学という本来の意味でも使われたが、まじないや魔法といった意味でも用いられた。ゴエーテイアは古代ギリシアの呪術師が霊の口寄せをする際のうなり声から生じた言葉とも言われ、時には詐欺的または侮蔑的な意味合いを込めて使われた。ファルマケイアは薬であり毒薬でもあるという両義性をもつファルマコンより派生した。悪行を意味するマレフィキウムは犯罪的な加害魔術を指す言葉として用いられた。イアンブリコスやプロクロスといったネオプラトニストらは、テウルギア（神働術）と呼ばれる、ダイモーン（神霊）に働きかける哲学的魔術に言及もしくは実践した。テウルギアは神の業もしくは神を働かせる術の意であり、一説には『カルデア神託』の集成者とされる2世紀のカルデア人ユリアノスの造語とも言われる。ゴエーテイアは下等な魔術、テウルギアは高等な魔術、マゲイアは普通の魔術に分類された。
新約聖書『ガラテヤの信徒への手紙』5:20でパウロは魔術・呪術を悪だとしている。

### 盛期中世から初期近代

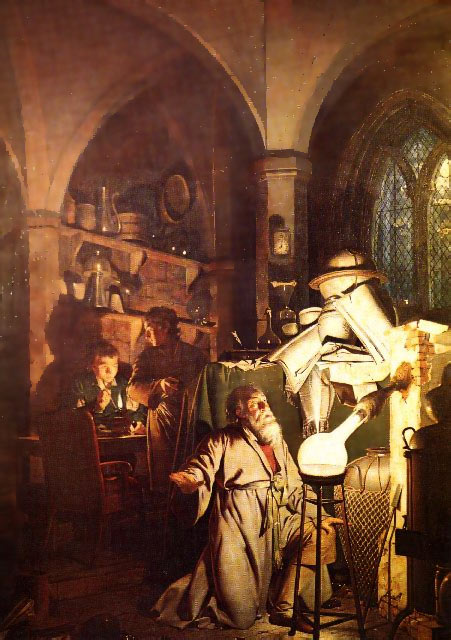
『賢者の石を求める錬金術師』

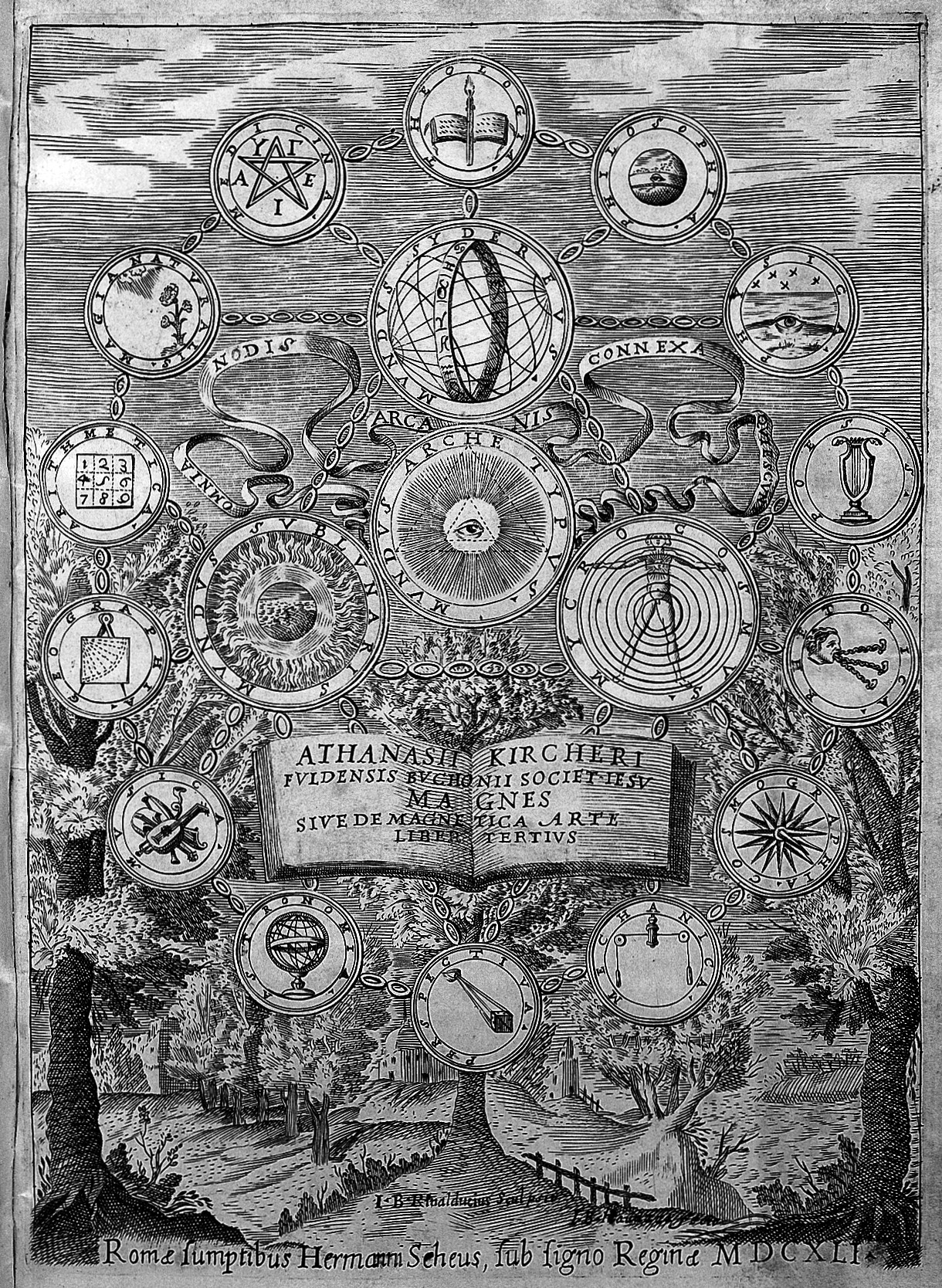
アタナシウス・キルヒャー『磁石あるいは磁気の術について』（1641年）口絵。知識の各分野と神・人間・自然の相互の結びつきが表現されている。外円は神学を頂点にした各分野で、自然魔術が算術と医学に挟まれている。内円は「星界」（月より遠くにあるすべてのもの）、「月下界」（地球とのその大気）、「ミクロコスモス」（人間）で、中心にあるのは神の精神たる「原型世界」（羅：mundus archetypus)である。

中世ヨーロッパ世界で、科学と魔術は同じものであった。錬金術（キミア）は自然科学であり、化学であった。中世の哲学を前提に、人間が神との融合に向けて精神的な完全さを目指し努力するのと同様に、地球上の物質も完全的物質になることが可能であると考えられた。すべての自然物は精妙には調和して収まり、万物はマクロコスモスとミクロコスモスの照応によって結びついていた。占星術は魔術の一部であり、大学で教えられ、数学や医学とも深く結びついていた。
錬金術師にとって完全な金属である金の探究は道徳の探究でもあり、滓を取り除き、より物質を洗練させ、純粋なエッセンスを抽出することを目指した。こうした超自然的で深遠な知識は、教会によって禁断の知識ともされたが、当時は錬金術や魔術と自然は対立するものではなく、自然と調和するものと考えられていた。こうした知識を悪用し、悪魔との接触などを行う場合は「魔法」と呼ばれ、非難の対象となった。
13世紀の神学者オーヴェルニュのギヨームとアルベルトゥス・マグヌスの著作は自然魔術というジャンルの確立を促した。教父アウグスティヌスはあらゆる魔術は悪霊との交渉であるとしたが、13世紀のパリの司教ギレルムス（オーヴェルニュのギヨーム）は別の考えを示した。かれは論文『法について』のなかで他の多くの著述家と同様に魔術を断罪したが、それだけでなく非法な魔術と合法な魔術とを区別した。その合法な魔術すなわち自然魔術 (magia naturalis) とは、悪魔に関係するものと教養人たちから誤解されているが、実際には自然の理に則った驚異なのであり、自然の事物の自然本性的力能 (virtutes naturales) の活用であるとギレルムスは論じた。中世に広く流布した作者不明の自然魔術書『アルベルトゥスの実験』別名『薬草、石、動物の効能について』は、少なくともその一部はアルベルトゥス・マグヌスの著作に基づいているが、そのなかには鉱物や薬草に秘められた力を利用して犬を黙らせたり、術者を不可視にするといった驚異を行う方法が記されている。
初期近代ヨーロッパにおける、互いに結びついている目的を持った世界という見解は、キリスト教神学と、古代ギリシャの哲学者プラトンとアリストテレスの思想を大きく源泉とする。プラトン的思想、特に新プラトン主義者たちは、完全で超越的な一者から不活性で生命のない下等な物体まで、世界の存在は皆連続する階梯の中の特定な位置をもつという「自然の階梯（scala naturae）」という発想が生まれた。一者から遠い下等な存在ほど、一者とは似ていないと考えられた。プラトン思想の著作は、ヨーロッパではルネサンス期に再発見された。
アリストテレスの思想で寄与したのは、物事を知るためには「原因についての知識」が必要という考え方である。彼の目的因と作用因という考えは、事物を他の対象との関係性で定義しようとするもので、神によってデザインされた摂理ある世界というキリスト教の考えと相性が良かった。神による目的因は、被造物の内部に埋め込まれ、記号化されていると考えられていた。思想史家のエルンスト・カッシーラーは、ルネサンス期に魔術と占星術は深い同一性で結ばれており、象徴（シンボル）と因果律（自然法則や秩序）の融合がその概念の主調であったと述べている。ある事物について知るには、その事物に関するネットワークを知り、特にそれを存在せしめ利用している他の事物について知ることが重要であると考えられていた。当時の自然研究の全体を自然哲学と呼ぶが、学問の分野も宇宙の様々な局面も、互いに事物が結びついているという感覚が特徴と言える。イエズス会の碩学アタナシウス・キルヒャーは、百科事典的な著作の口絵で、神学を頂点に、自然学、詩学、天文学、医学、音楽、光学、地理学などの学問を並べ、相互のつながりを示しているが、自然魔術（magia naturalis）も自然哲学の一分野としておかれている。自然魔術は、近代科学とそれ以前の科学の中間的な学問だった。
魔術の実践者は、世界に埋め込まれた隠された結びつき（hidden qualities, qualitates occultae。「オカルト的性質」という訳もあるが誤解を招きやすい）を知り、制御し、操作することを目指した。キルヒャーの口絵で、自然魔術は太陽を追うヒマワリの首振りで表されているが(図の左上）、これは事物の間の隠された結びつきの典型例である。事物の結びつきは、一般的に「共感（sympathy）」によって機能しているとされ、共感作用の媒体が「世界精気」であると考えられていた。隠された結びつきは感覚では気づけないと考えられており、慈悲深い神が世界に隠したヒントを見抜くために、注意深く観察し、先人の文献を読み込むことが重視された。科学史研究者のローレンス・M・プリンチペは、魔術（magia）を現代語に直すなら、「習熟（mastery）」が最適だろうと述べている。磁石、アヘンの催眠効果、潮汐に対する月の影響などが実例として知られた。
自然魔術では実践が重視されたため、陳腐なことから崇高なことまで、かなり幅広く行われていた「崇高」の方にはマルシリオ・フィチーノがおり、生活の仕方と儀礼という形で実践し、自分の悩みの種であったメランコリー(四体液のうち黒胆汁が優勢な気質）と学者的な生活の関係を研究してライフスタイルの改善を提案した。「陳腐」の方にはデッラ・ポルタがおり、彼の著作『自然魔術』は、人工宝石や花火、香水の作り方、動物の品種改良、肉の焼き方、果物の保存方法などの雑多なレシピが大部分を占めていた。
魔術は科学史の重要な部分であるとみなされている。中世から初期近代の「科学革命」の時期、神・人間・自然は互いに切り離されておらず、学者の研究範囲と意図は広大なものであった。16・17世紀には、コスモス的・自然哲学的な視点は、濃淡はあれ広く共有されており、ルネサンス期の自然魔術師たちによって、経験科学的視点の萌芽が現れた。17世紀後半には科学的研究で仕組みが解明される自然の事象も現れ、19世紀になると今日みられるような専門化された狭い観点に徐々に移り変わっていった。中近世ヨーロッパにおいて、宇宙(自然）は有機的につながったネットワークであり、人間はその中で周囲と調和して存在する、生きる実感を持つひとつの生物であった。プリンチベは、現代的な研究法は知を細分化して成果を上げたが、世界をバラバラにし、人間の感性を宇宙から遠ざけ、根無し草にしたともいえると述べている。魔術を含む自然哲学は、包み込むような広い世界観を持ち、学者たちの研究動機や疑問、実践は、その世界観から湧き出していた。磁力や虹など魔術の研究対象であった物事の仕組みが科学的に解明されると、秘儀性を取り除かれ公になった学知は近代科学技術に吸収されていき、残された解明されていない学知、科学ではどうしても解決できない現象が魔術とされた。中世～初期近代には、理性的な思想とはキリスト教的な知であった。魔術はキリスト教との対比で非合理と考えられたが、キリスト教と科学が分離したことで、科学的合理性の対局として、非合理なものとして魔術的神秘が置かれるようになった。現在魔術というと、神秘的な魔法が想像されるのはこのためである。
中近世キリスト教世界には、自然魔術以外の魔術も存在した。デッラ・ポルタは魔術を自然魔術と降霊術に分けている。トマソ・カンパネッラは、モーセなど聖人が神の使者として自然を従わせて起こす「神的魔術」（奇蹟）、「自然魔術」（白魔術）、「悪霊魔術」（黒魔術、魔法）に分けて考えていた。
自然魔術は知識人階級で行われたが、黒魔術は庶民の間で広まった。黒魔術は太古からあるが、特に注目を集めたのはルネサンス期である。この時代は中世ヨーロッパ社会の終わりに当たり、貨幣経済と宗教改革、疫病で封建社会と教会は大いに揺るがされていた。黒魔術は自然の中の悪霊（精霊、デーモン）が相手の魔術であるが、これに民衆の社会不安が絡み、魔術というより一種のアニミズム、呪術といった様子であった。教会は、「魔法には生産的・護身的面があるのと同時に破壊的要素も強いこと」「魔法の及ぶ範囲に問題があること」（精霊の介入は黙認できない）という理由で、呪術的動きを疑いの目で見ており、素朴な民衆の土着文化の現れを悪魔崇拝・異端であるとみなすこともあった。

### 近現代
現代の英米を中心に行われている儀式魔術は、黄金の夜明け団とその後継団体による19世紀末から20世紀前半にかけての儀式魔術復興運動を主要な起源とする。アレイスター・クロウリーは「魔術とは意志に応じて変化を生ぜしめる学にして術である」（Magick is the Science and Art of causing Change to occur in conformity with Will）と定義した。クロウリーは自分の提唱する魔術を旧来の魔術の洗練されていない部分から区別するために Magick という英語の古い綴りを用い、自分の魔術体系の独自性を強調した。

## フィクション作品における魔法・魔術
魔法は物語において極めて魅力的な主題あるいは小道具である。このため、娯楽作品における魔法は、全くの架空でありながら多くの人々の思索と知恵が積み重ねられている。

### ゲームの魔法
ゲームの魔法に大きな影響を与えたのは、1930年代と1960年代のアメリカで流行したヒロイック・ファンタジー、または、剣と魔法の小説である。『ダンジョンズ&ドラゴンズ』など初期の主要なテーブルトークRPGはヒロイック・ファンタジーを題材としており、ゲームのルールとして体系的な魔法を構築していった。そこに見られる魔法は、中世西洋的な呪術に古代神話の要素・概念が混合されたもので、歴史上の魔法とは全く異なるものであった。

### フィクション中における体系化の是非
フィクションの創作にあたっては、作中の魔法の動作原理を定義付け、体系化することは、想像上の不可思議な力である魔法の神秘性を損なうものと考える者もいる。それとは逆に、魔法の原理を定義することは、作品のリアリティと独自性を生み出す重要な要素であるという考えもある。
前者はエブリデイ・マジック的な作品に、後者はロールプレイングゲームやアクション性の強い作品などによく見られる。前者は「不思議」を不思議であるがままに受け入れるテーマから、後者はゲームとして運用していく際の必要性や、魔法の描写や作中世界の奥行きを増すためと考えられる。
近年ではファンタジー作品において、魔法の法則や整合性のみで作品の優劣を語り、体系化されていない作品を非難する人々は「ファンタジー警察（Fantasy Police）」と揶揄されている。このような現象はダンジョンズ&ドラゴンズ（D&D）などゲームシステムのために体系化した作品が影響していると、D&DファンでもあるN・K・ジェミシンが指摘している。
娯楽作品での魔法の動作原理は様々であるが、作中では以下のような動作原理がよく用いられている。
- 個人の空想や願望を、そのまま具現化させる魔法
- 聖霊や神の力の一部を発現させる、「奇蹟的要素」の高い魔法
- “マナ”や“オド”などの名称が付された、特殊な性質を有する「仮想の物質（エネルギー）」に、呪文などの手段で働きかける魔法
- 「高レベルの科学」により、世界法則を書き換える技術を指す魔法

### 魔法の道具
フィクションの世界において、魔法は人がその場で使うほかに、魔法の力を持つ道具（アイテム）という形でも登場する。大きく分けると、魔法を使う者を補助する道具（魔法の杖や帽子、あるいは箒など）と、本来の役割とは別に魔法がかけられているものがある。
前者については、魔法少女アニメでよく用いられる魔法のステッキ（杖）やコンパクト（en:Compact (cosmetics)。鏡が付いた、携帯用の平たく薄いファンデーションのケース）など、後者の例としては、白雪姫や雪の女王に登場する魔法の鏡などがある。

## 言葉の定義
魔術とは、現実世界にはまだ解明されていない法則があると信じて、その法則を利用して現実を変えるため、あるいは神託を得るために、特定の行動を行なうことである。
魔術は白魔術と黒魔術という二つに大分類されているが、この分類は便宜的なものであり、統一見解とはいえない。
日本では古くから神道と共に陰陽という概念が取り入れられ、風水や祈祷によって現状の改変を計るという呪術は存在しており、祈祷師や霊媒師などを生業とする専門家も存在するが、「魔術」という語が使用される場合は、特に西洋の古典魔術や儀式魔術などを指すことが一般的であり、風水などを指して呼称することは稀である。

### 魔法
日本では「魔法」という言葉は、それらの神秘的で超常的な力または行為の中でも、特に西洋由来のものを指す言葉としてよく使われる。これは魔法という語が明治以降に外国語の訳語として使われたことが大きい。ただし、江戸時代以前に「魔法」という言葉がなかったわけではない（集荻田安静『宿直草』巻四「魔法を覚えし山伏の事」など）。18世紀の用字集『和漢音釈書言字考節用集』にも魔障、魔軍とともに魔法の語がみえる。
魔法という語には非常な魅力があり、魔法瓶やマジックインキ、マジックテープといった商品名に使われることもある。
また日本では「魔法」といえば、メルヘンやおとぎ話、あるいは子供向けを主とした「他愛のない不思議な力や方法」を指すときの言葉としてよく使い、たとえフィクションであったとしても難しい理屈や深遠な原理が背景に存在するとされるものについては「魔術」などと呼ぶことが多い。
そう言った「魔法」のイメージは、アンデルセンやグリム兄弟の童話などが日本に輸入された際に与えられた「魔法使い」たちの印象が根底にあると考えてよい。

### Magic
ゾロアスター教の祭司を語源としたMagi（新約聖書でイエスの誕生時にやってきてこれを拝んだとされる3人の賢者が著名）に由来する。一般的には現実の魔術の意味と同時に手品、奇術の意味でも用いられていた。さらに、ディズニーを初めとする近代以降の作品のエンターテインメント性が与えた影響により、伝統的な魔術と関係のない「魔法」や「魔法使い」たちの印象が重複し、定着した。但し、世間一般で云う印象で云うと、“魔女狩り”の悪影響があり、『魔法』は『悪い』イメージが東洋よりずっと強い。

### 奇術
魔術は不思議なものとして認知されている。奇術を行う際には、行われるものがタネも仕掛けもある奇術であるというよりも、不思議な魔術であると喧伝された。大仰な身振りと魔術という触れ込みで奇跡めいた見世物を披露されることが多くなり、世間で奇術が「魔術」と呼ばれることが定着した。
近代になり、一般的にオカルティックな奇跡の技という魔術の意味が縁遠くなったことも、魔術と奇術の混同の一因と見られる。奇術師が魔法使いと呼ばれるよりも、魔術師と呼ばれることが多いのはこのためである。

### 呪術
日本では呪い（まじない）として知られる。マジを行うの意味のナフをつけた語であるが、広辞苑に「まじくなふ」という語が収録されている。
英語 の「magic」には、「魔法」「魔術」「手品」などの意味が含まれるが、日本語ではそれらとマジナイを区別するために、文化人類学や宗教学での学術用語としてはその訳語に「呪術」を充てている。
呪術の一種には、なんらかの儀式や呪文や器物などに霊的な力が備わると考える者なら誰でも使うものがある。方違えや験担ぎなどのかたちで現代にも残る習俗や迷信がそれである。
呪術とはそもそも「まじない」や「呪文」であり、仏教のお経も、唱えるものが必ずしもその意味を理解しているとは限らず、マニ車のようにそれを回すだけで功徳が得られるとするような面を形骸化として見れば、それらも呪文やまじないともいえる。